# پیریکو (کوبا)
پیریکو (به اسپانیایی: Perico) یک منطقهٔ مسکونی در کوبا است که در استان ماتانزاس واقع شده‌است. پیریکو ۲۷۸ کیلومتر مربع مساحت و ۳۱٬۱۴۷ نفر جمعیت دارد و ۳۵ متر بالاتر از سطح دریا واقع شده‌است.